# ベルリン地下鉄6号線
ベルリン地下鉄6号線（独: Linie U6）は、ベルリン地下鉄の路線である。

## 概要
19.8kmの路線を有し、駅数は29駅である。旧西ベルリンを南北方向に結ぶ路線であるが、途中で旧東ベルリンに当たる地域を経由している。ベルリンの壁建設後は旧東ベルリンに位置するヴァルター＝ウルブリヒト＝シュターディオン駅（現在のシュヴァルツコップフシュトラーセ駅） - シュタットミッテ駅間のうち5駅は閉鎖され、壁崩壊後に営業再開されるまで幽霊駅となった。東ベルリン管内のうちフリードリヒシュトラーセ駅のみは壁建設後も東西ベルリン間の国境検問および西ベルリンへのSバーン乗り換えのために引き続き使用された。
運賃はヴェディング駅 - テンペルホーフ駅間がZone A、その他の区間がZone Bである。平日は4 - 5分間隔、土休日は5 - 10分間隔での運行が基本である。

## 駅一覧
- アルト＝テーゲル駅（ドイツ語版）
- ボルジヒヴェルケ駅（ドイツ語版）
- ホルツハウザー・シュトラーセ駅（ドイツ語版）
- オーティスシュトラーセ駅（ドイツ語版）
- シャルンヴェーバーシュトラーセ駅（ドイツ語版）
- クルト＝シューマッハー＝プラッツ駅（ドイツ語版）
- アフリカーニッシェ・シュトラーセ駅（ドイツ語版）
- レーベルゲ駅（ドイツ語版）
- ゼーシュトラーセ駅（ドイツ語版）
- レオポルトプラッツ駅（ドイツ語版）
- ベルリン＝ヴェディング駅（ドイツ語版）
- ライニッケンドルファー・シュトラーセ駅（ドイツ語版）
- シュヴァルツコップフシュトラーセ駅（ドイツ語版）
- ナトゥーアクンデムゼウム駅（ドイツ語版）
- オラーニエンブルガー・トーア駅（ドイツ語版）
- フリードリヒシュトラーセ駅
- ウンター・デン・リンデン駅
- フランツェージッシェ・シュトラーセ駅（ドイツ語版）
- シュタットミッテ駅（ドイツ語版）
- コッホシュトラーセ駅（ドイツ語版）
- ハレシェス・トーア駅（ドイツ語版）
- メーリングダム駅（ドイツ語版）
- プラッツ・デア・ルフトブリュッケ駅（ドイツ語版）
- パラーデシュトラーセ駅（ドイツ語版）
- ベルリン＝テンペルホーフ駅（ドイツ語版）
- アルト＝テンペルホーフ駅（ドイツ語版）
- カイゼリン＝アウグスタ＝シュトラーセ駅（ドイツ語版）
- ウルシュタインシュトラーセ駅（ドイツ語版）
- ヴェストファールヴェーク駅（ドイツ語版）
- アルト＝マリーエンドルフ駅（ドイツ語版）